# Sondermunitionslager Meyn
Das Sondermunitionslager Meyn war ein Nuklearwaffenlager bei Meyn etwa 13 km westsüdwestlich von der Stadt Flensburg. Es war von etwa 1973 bis etwa 1992 in Betrieb. Gelagert wurden Atomsprengköpfe für das Raketenartilleriebataillon 650, das in der Briesen-Kaserne in Flensburg-Weiche lag und mit der 294th United States Army Artillery Group (294th USAAG) kooperierte. Zu den Systemen zählte der Nukleargefechtskopf W52 für die MGM-29 Sergeant und ab 1977 der Nukleargefechtskopf W70 für die MGM-52 Lance. Während des Betriebs gab es Blockaden durch die Friedensbewegung.